# Anita Błochowiak
Anita Błochowiak (Pabianice; 7 de Novembro de 1973 —) é um político da Polónia. Ela foi eleito para a Sejm em 25 de Setembro de 2005 com 3451 votos em 11 no distrito de Sieradz, candidato pelas listas do partido Democratic Left Alliance.
Ele também foi membro da Sejm 2001-2005.